# Gottfried von Knoblauch zu Hatzbach
Gottfried von Knoblauch zu Hatzbach (* 3. Dezember 1947 in Hameln an der Weser) ist ein deutscher Internist und ärztlicher Standespolitiker.

## Werdegang
Von Knoblauch zu Hatzbach studierte zunächst Biologie und Physik, nahm dann aber im Jahr 1969 ein Medizin an der Universität Marburg auf, das er im Jahr 1974 abschloss. Im Jahr 1975 war von Knoblauch zu Hatzbach als Medizinalassistent tätig. Im selben Jahr wurde er promoviert. Thema seiner Dissertation war Zyklothymie und bildnerischer Ausdruck. 1976 wurde er approbiert. Von 1976 bis 1982 absolvierte er die Weiterbildung zum Facharzt für Innere Medizin. Von 1982 bis 2010 war Von Knoblauch zu Hatzbach in der ambulanten fachärztlichen Versorgung tätig. Ein Tätigkeitsfeld war dabei die Palliativmedizin.
Von Knoblauch zu Hatzbach ist verheiratet und hat zwei Kinder.

### Weitere Qualifikationen
- 2002 Ärztliches Qualitätsmanagement als EFQM-Assessor
- QEP Trainer, basierend auf dem Qualitätsentwicklungsmodell der Kassenärztlichen Bundesvereinigung[1]

## Engagement
Von Knoblauch zu Hatzbach war beteiligt am Leitlinienclearing des Ärztlichen Zentrums für Qualität in der Medizin (ÄZQ) im Themenbereich Herzinsuffizienz. In solchen Clearingverfahren bewerteten Fachexperten Medizinische Leitlinien, um daraus eine Grundlage für die Entwicklung neuer Empfehlungen ableiten zu können.
Er engagierte sich langjährig in der nach dem hessischen Standespolitiker Carl Oelemann benannten Schule für die duale überbetriebliche Aus- und Fortbildung von Medizinischen Fachangestellten (MFA). Im Jahr 1997 trat er dem Vorstand der Carl-Oelemann-Schule bei – im Jahr 2000 wurde er dessen stellvertretender Vorsitzender. Von 2005 bis 2008 war Von Knoblauch zu Hatzbach Vorsitzender des Vorstands. In seiner Amtszeit wurde die Schule baulich erheblich erweitert und, beispielsweise durch ein neu gebautes Gästehaus, an die neuen Bedingungen der Ausbildung der MFA angepasst.
Seit 1996 ist Von Knoblauch zu Hatzbach in der Landesärztekammer Hessen aktiv. Seit dem Jahr 2000 gehörte er deren Präsidium an. Auf der Delegiertenversammlung im Sommer 2008 wurde er mit 49 von 80 Stimmen zum Vorsitzenden der hessischen Landesärztekammer gewählt und löste damit Ursula Stüwe ab. Von Knoblauch zu Hatzbach stand der Landesärztekammer bis 2018 als Präsident vor.
Von Knoblauch zu Hatzbach ist Gründungsmitglied und Vorsitzender des Vereins Ambulante Ethikberatung in Hessen e.V. Zudem engagiert er sich für Raucher- und Suchtprävention seit 2012 in der Hessischen Arbeitsgemeinschaft für Gesundheitserziehung.
Seit dem 20. Oktober 2018 ist er Vorsitzender des Vorstandes der Berufsgenossenschaft für Gesundheitsdienst und Wohlfahrtspflege. Vorher gehörte er seit sieben Jahren dem Vorstand der Berufsgenossenschaft an. Zudem engagiert er sich  im Berufsverband Deutscher Internistinnen und Internisten, dessen Vorstand er von 2000 bis 2004 angehörte.